# Els Canalets
Els Canalets és una partida de camps de conreu del terme municipal de Castell de Mur, dins de l'antic terme de Guàrdia de Tremp, al Pallars Jussà, en territori del poble de Cellers.
Està situat al nord-oest de Cellers, a l'esquerra del barranc de la Gessera. És al sud de les Vielles, a ponent del Tros del Pastamoreno i dels Esquadros de Grabiel i a llevant de Marsaborit, al nord-est de les Solanes.